# SPANXN2
SPANXN2 (англ. SPANX family member N2) – білок, який кодується однойменним геном, розташованим у людей на довгому плечі X-хромосоми. Довжина поліпептидного ланцюга білка становить 180 амінокислот, а молекулярна маса — 19 917.
| 10         |  | 20         |  | 30         |  | 40         |  | 50         |
| ---------- |  | ---------- |  | ---------- |  | ---------- |  | ---------- |
| MEQPTSSTNG |  | EKRKSPCESN |  | NKKNDEMQEA |  | PNRVLAPKQS |  | LQKTKTIEYL |
| TIIVYYYRKH |  | TKINSNQLEK |  | DQSRENSINP |  | VQEEEDEGLD |  | SAEGSSQEDE |
| DLDSSEGSSQ |  | EDEDLDSSEG |  | SSQEDEDLDS |  | SEGSSQEDED |  | LDSSEGSSQE |
| DEDLDPPEGS |  | SQEDEDLDSS |  | EGSSQEGGED |  |            |  |            |

A: Аланін

C: Цистеїн

D: Аспарагінова кислота

E: Глутамінова кислота

G: Гліцин

H: Гістидин

I: Ізолейцин

K: Лізин

L: Лейцин

M: Метіонін

N: Аспарагін

P: Пролін

Q: Глутамін

R: Аргінін

S: Серин

T: Треонін

V: Валін